# 窪田翔太
窪田 翔太（くぼた しょうた、1990年1月11日 - ）は、日本の俳優である。日本芸能センター所属。
TBS系テレビドラマ「ピュア・ラブ」の青柳裕太役（第IIシリーズからは吉住裕太役）で知られる。

## 出演

### テレビドラマ
- 八丁堀捕物ばなし2 第11話（1996年、フジテレビ） - 小倉小太郎役
- 表層家族（1998年、TBS） - 坂崎慎吾役
- ああ嫁姑・バーバが行く（1999年、TBS） - 風間孝役
- 少年H（1999年、フジテレビ） - 市川邦夫（いっちゃん）役
- ディア・ゴースト（2000年、TBS） - 中井翼役
- ピュア・ラブ 第1シリーズ（2001年、TBS） - 青柳裕太役
- 新・ズッコケ三人組 第12話（2002年、NHK） - 川中（キョウジュ）役
- ピュア・ラブ 第2シリーズ（2002年、TBS） - 吉住裕太役
- ピュア・ラブ 第3シリーズ（2003年、TBS） - 吉住裕太役
- おみやさん（2005年、テレビ朝日） - 姫野真路役

### 映画
- 本日またまた休診なり（1999年） - 新吉役
- おれさま（2003年） - リュウ役

### CM
- 改源・かぜ薬「小坊主さん篇」
- アート引越センター「ドラえもんトースタープレゼント篇」